# Pristomerus punctatus
Pristomerus punctatus là một loài tò vò trong họ Ichneumonidae.